# Tadelech Bekele

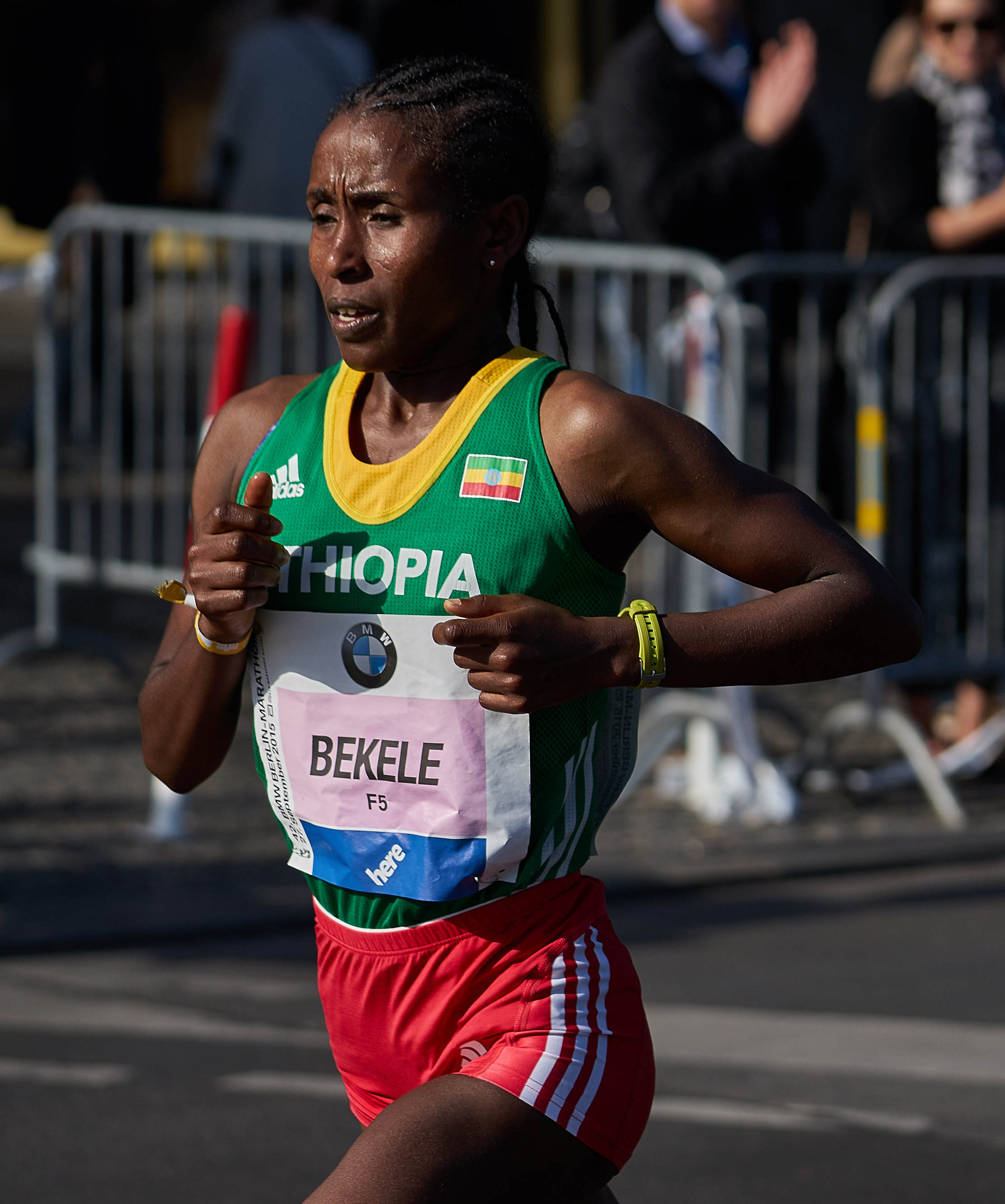
Tadelech Bekele 2015 beim Berlin-Marathon

Tadelech Bekele (* 11. April 1991) ist eine äthiopische Langstreckenläuferin.

## Karriere
Am 9. Juni 2012 gewann sie den Halbmarathon in Budweis mit 1:10:54 h.
Bei ihrem Marathondebüt beim Berlin-Marathon 2014 kam sie als Vierte mit 2:23:02 h ins Ziel. Am 23. Januar 2015 benötigte sie für den Dubai-Marathon 2:22:51 h, was den 7. Platz bedeutete. Beim Berlin-Marathon 2015 wurde sie erneut Vierte mit 2:25:01 h.
2018 wurde sie Dritte beim London-Marathon.

## Persönliche Bestleistungen

### Freiluft
- 5000 m: 15:28,27 min, 27. April 2012, Dubai
- 10-km-Straßenlauf: 30:38 min, 13. Oktober 2013, Berlin
- Halbmarathon: 1:08:38 h, 20. Oktober 2013, Valencia
- Marathon: 2:21:40 h, 21. April 2018, London